# Maria de Mariategui
Maria de Mariategui, aussi connue sous le pseudonyme de Lady Caithness et son titre de duchesse de Medina Pomar, était une spirite et occultiste née à Londres en 1830 et morte à Paris le 2 novembre 1895.

## Biographie
Fille d'un noble espagnol, Don José de Mariategui et de son épouse anglaise, une petite fille du Comte de Northampton, Maria de Mariategui est élevée dans la religion catholique entre Londres où elle est née et Madrid. Elle épouse d'abord le général comte de Medina-Pomar dont elle a un fils, prénommé Emmanuel. La famille vit entre l'Espagne et Cuba où le général possède des plantations. Maria de Medina-Pomar se fait alors construire un hôtel particulier avenue de Wagram. Veuve en 1868 elle hérite d'une fortune considérable. Elle décide de s'installer en Angleterre afin que son fils puisse suivre les cours du collège jésuite de Beaumont près de Windsor. Elle épouse James Sinclair (14e comte de Caithness) le 6 mars 1872. En 1879, le pape Léon XIII lui confère le titre de duchesse de Pomar. Elle se partage alors entre Nice, New York et surtout Paris,,,.

### Spiritisme
Si ses premières expériences spirites se font en Grande-Bretagne, où elle assiste aux séances de Florence Cook, elle est plutôt une adepte et admiratrice d'Allan Kardec et de ses idées spirites, donc proche du spiritualisme chrétien. Son ouvrage Old Truths in a New Light de 1876, proche de la pensée de Kardec, essaie de réconcilier théosophie, catholicisme et spiritisme. Il lui vaut d'âpres reproches de la part du clergé catholique. 

### La Société théosophique
Elle adhère, dès 1876, à la société théosophique fondée par Madame Blavatsky et le colonel Olcott à New York l'année précédente,,. 
Lady Caithness pousse Anna Kingsford à prendre, en 1883, la direction de la loge londonienne de la Société théosophique. En 1884, lors de son séjour à Paris, chez Lady Caithness, Madame Blavatsky approuve la création de la « Société théosophique d'Orient et d'Occident », la branche française de la Société théosophique. Elle est même un temps considérée comme le successeur évident de Madame Blavatsky à la tête de la théosophie mondiale. Mais, à la mort de cette dernière, c'est finalement Annie Besant qui prend la direction de la Société théosophique. Comme pour Anna Kingsford, la théosophie de Lady Caithness est aussi de plus en plus empreinte de christianisme ésotérique influencé par Jakob Boehme et Swedenborg et s'éloigne des traditions orientales dominant dans la société théosophique. Elle rejette cependant les concepts de péché originel et de divinité du Christ. Elle tient un salon spiritualiste dans son hôtel particulier parisien, tous les mercredis du printemps à l'automne. Elle y reçoit  Camille Flammarion, Annie Besant ou Jules Doinel (le fondateur de l'Église gnostique apostolique), et Charles Richet, avec qui, au début des années 1890, elle participe à la création de la branche française de la Society for Psychical Research.

### Vers une religion universelle
Lady Caithness s'est considérée comme spécialement attachée à Marie Stuart. Les pièces de réception de son hôtel particulier de l'avenue de Wagram à Paris ont été organisées comme celles du château royal de Holyrood ; une pièce où se tiennent les « séances », est dédiée intégralement à la reine. Elle affirmait avoir eu, une nuit, dans le château de Caithness en Écosse, la visite en rêve de la reine d'Écosse qui lui avait enjoint de se rendre immédiatement à la chapelle du château royal de Holyrood, ce qu'elle avait fait immédiatement, accompagnée d'un seul serviteur. Elle y aurait eu une longue conversation avec la reine, qui l'avait conclu en l'embrassant sur le front et en se déclarant son ange gardien, à la suite de quoi elle avait décidé de vouer sa vie à la religion,.
Lady Caithness pensait que des esprits supérieurs lui avaient confié la mission d'apporter aux hommes la Quatrième Révélation (après celle de Moïse, celle de Jésus et celle faite aux spirites au début du XIXe siècle). Dans un discours proche de celui d'Anna Kingsford, elle estimait que le but de cette Révélation était de créer une religion réellement universelle qui réconcilierait les aspects masculin et féminin de chaque être humain.
Sa demeure à Nice, le palais Tiranti, devient le lieu de rendez-vous des occultistes et des spirites[réf. nécessaire].

### Publications
- 1881-1882. La quadruple Constitution, mode de l'amour divin et de la sagesse divine, Paris, 1883.
- Fragments glanés dans la théosophie occulte de l'Orient, Gauthier, Nice, 1884.
- La Théosophie universelle, la théosophie chrétienne, L'Aurore, Paris, 1886.
- La Théosophie sémitique, G. Carré, Paris, 1888.
- Interprétations ésotériques des livres sacrés, Librairie de l'art indépendant, Paris, 1891.
- L'Ouverture des sceaux, Librairie de la nouvelle revue, Paris, 1893.
- Révélations d'en haut sur la science de la vie, Librairie de la nouvelle revue, Paris, 1893.
- Le Spiritualisme dans la Bible, Librairie de la nouvelle revue, Paris, 1894.
- La Rénovation religieuse, Gay, Alençon, 1895.
- Je me suis éveillé, conditions de la vie de l'autre côté, communiqué par l'écriture automatique, L'Aurore, Paris, 1895.
- Le Secret du Nouveau Testament, L'Aurore, Paris, 1895.
- Des articles dans la revue trimestrielle qu'elle avait créée en 1886 : L'Aurore du jour nouveau. Revue de logosophie, psychologie, spiritualisme, ésotérisme, théosophie de l'Orient et l'Occident[4].